# Luísa Isabel de Bourbon
Luísa Isabel de Bourbon (Versalhes, 22 de novembro de 1693 – Paris, 27 de maio de 1775) foi uma Princesa de Conti e Condessa de Sancerre por nascimento, era filha de Luís III de Bourbon, Príncipe de Condé e de sua esposa Luísa Francisca de Bourbon, filha legitimada do rei Luís XIV de França e de sua famosa amante, Madame de Montespan.

## Biografia
Luísa Isabel nasceu em 22 de novembro de 1693 no Palácio de Versalhes. Ela era uma princesa de sangue. Na juventude, ela era conhecida na corte como "Mademoiselle de Charolais", um estilo mais tarde criado para sua irmã mais nova.

### Casamento
Os primeiros anos de seu casamento foram repletos de processos judiciais no Parlamento de Paris contra o marido, devido ao seu temperamento violento e seu desejo de deixá-lo.

## Descendência
Com o marido Luís Armando II de Bourbon, -Príncipe de Conti, Luísa Isabel teve 5 filhos, dos quais apenas dois sobreviveram a infância:
1. Luís de Bourbon, Conde de La Marche (1715 – 1717), morreu na infância.
2. Luís Francisco de Bourbon (1717 – 1776), sucedeu o pai como Príncipe de Conti.
3. Luís Armando  de Bourbon, Duque de Mercœur (1720 – 1722), morreu na infância.
4. Carlos  de Bourbon, Conde de Alais (1722 - 1730), morreu na infância.
5. Luísa Henriqueta de Bourbon (1726 – 1759), casou-se com Luís Filipe de Orleães, Duque de Chartres .